# Orsans (Doubs)
Orsans település Franciaországban, Doubs megyében. Lakosainak száma 179 fő (2022. január 1.). Orsans Saint-Juan, Aïssey, Belmont, Bremondans, Chaux-lès-Passavant, Courtetain-et-Salans, Passavant és Vellerot-lès-Vercel községekkel határos.

## Népesség
A település népességének változása:
| Lakosok száma | 129  | 116  | 102  | 151  | 163  | 164  | 163  | 163  | 168  | 179  |
|               | 1968 | 1982 | 1990 | 2006 | 2013 | 2015 | 2017 | 2019 | 2020 | 2022 |